# Mpepai
Mpepai ist ein Verwaltungsbezirk (Ward) des Distrikts Mbinga (TC) in der tansanischen Region Ruvuma.

## Geografie
Mpepai liegt im Südwesten von Tansania etwa 20 Kilometer Luftlinie südöstlich der Distrikthauptstadt Mbinga. Das größte Gewässer ist der Fluss Rovuma, der die Grenze im Osten bildet. Der Bezirk grenzt im Norden an die drei Bezirke Mbangamao, Kikolo und Kihungu, im Osten an den Distrikt Songea, im Süden und im Westen an den Distrikt Nyasa.
Bei der Volkszählung 2022 lebten 17.072 Menschen in 3865 Haushalten auf einer Fläche von 314 Quadratkilometern.

## Gliederung
Der Bezirk besteht aus fünf Gemeinden (Mtaa) mit 39 Orten (Kitongoji):
| Mpepai - Mkomambinda - Mloweka - Lipembe - Pachani - Kikota - Mwenga - Ofisini - Mtakuja - Miwanga - Changarawe - Tulila | Ruvuma Chini - Ruvuma Chini - Kamata - Makutano - Likundi - Mitumbati | Lipilipili - Kitete - Lipilipili - Mtukula - Lihununa - Shuleni Kati - Lihumbe - Mbugani - Lusewa - Maleta | Luhangai - Luhangai - Mahenge - Mpatakila - Lumeme - Ndogosi - Kipungu - Kigamboni | Mtua - Kigamboni - Mtua Maleta - Lumeme - Mtua - Kikunga - Kiwanga - Mapera |

## Infrastruktur
- Bildung: Die Kindimba Juu Secondary School ist eine private weiterführende Schule für Tages- und Internatsschüler mit einer Ausbildung bis zur 4. Stufe.[7]
- Gesundheit: In Mpepai gibt es ein Gesundheitszentrum,[8] in den Gemeinden Ruvuma Chini,[9] Lipilipili[10] und Luhangai[11] je eine staatliche Apotheke.